# Jimmy Nicholl
James Michael Nicholl (Hamilton, Ontario, 1956. december 28.  – ) északír válogatott labdarúgó, edző.

## Pályafutása

### Klubcsapatban
Az ontariói Hamiltonbanban született, Kanadában északír szülők gyermekeként. Hároméves volt, amikor családjával visszaköltöztek Észak-Írországba. Pályafutását 1973-ban a Manchester Unitedben kezdte, ahol kilenc évet töltött és 1977-ben megnyerte az FA-kupát, valamint a szuperkupát. Ezt követően a Sunderland (1982, 1983) és a Toronto Blizzard (1982, 1983, 1984) csapatában játszott több alkalommal. Az 1983–84-es idényben a Rangerst erősítette. 1984 és 1986 között a West Bromwich Albion játékosa volt. 
1986-tól 1989-ig ismét a Rangersben játszott, melynek színeiben két skót bajnoki címet szerzett és három alkalommal nyerte meg a ligakupát. Az 1989–90-es szezonban a Dunfermline Athletic csapatában szerepelt. 1990 és 1996 között a Raith Rovers játékosedője volt. 1996-ban egy mérkőzésen pályára lépett a Bath City együttesében.

### A válogatottban
1976 és 1986 között 73 alkalommal szerepelt az északír válogatottban és 1 gólt szerzett. Részt vett az 1982-es és az 1986-os világbajnokságon. Mindkét tornán alapembernek számított.

## Sikerei, díjai

### Játékosként
Manchester United
- Angol kupagyőztes (1): 1976–77
- Angol szuperkupagyőztes (1): 1977

Rangers FC
- Skót bajnok (2): 1986–87, 1988–89
- Skót ligakupagyőztes (3): 1983–84, 1986–87, 1987–88

### Edzőként
Raith Rovers
- Skót ligakupagyőztes (1): 1994–95